# Henrik Widmark (metallurg)
Gustaf Henrik Widmark, född 13 september 1929 i Karlsborg, död 25 augusti 2013 i Sandviken, var en svensk metallurg. Han var son till Gösta Widmark.
Efter studentexamen i Stockholm 1949 utexaminerades Widmark från Kungliga Tekniska högskolan 1955 och blev teknologie licentiat där 1960. Han anställdes vid Jernkontoret 1955, vid Domnarvets Jernverk 1959 och var avdelningschef för stålforskning och processmetallurgisk forskning vid Sandvikens Jernverks AB från 1961. Widmark är gravsatt i minneslunden på Södra kyrkogården i Sandviken.